# Раєвка (Маріїнський округ)
Ра́євка (рос. Раевка) — присілок у складі Маріїнського округу Кемеровської області, Росія.

## Населення
Населення — 255 осіб (2010; 262 у 2002).
Національний склад (станом на 2002 рік):
- росіяни — 84 %